# Glenurus gratus
Glenurus gratus är en insektsart som först beskrevs av Thomas Say 1839.  Glenurus gratus ingår i släktet Glenurus och familjen myrlejonsländor. Inga underarter finns listade i Catalogue of Life.

## Bildgalleri

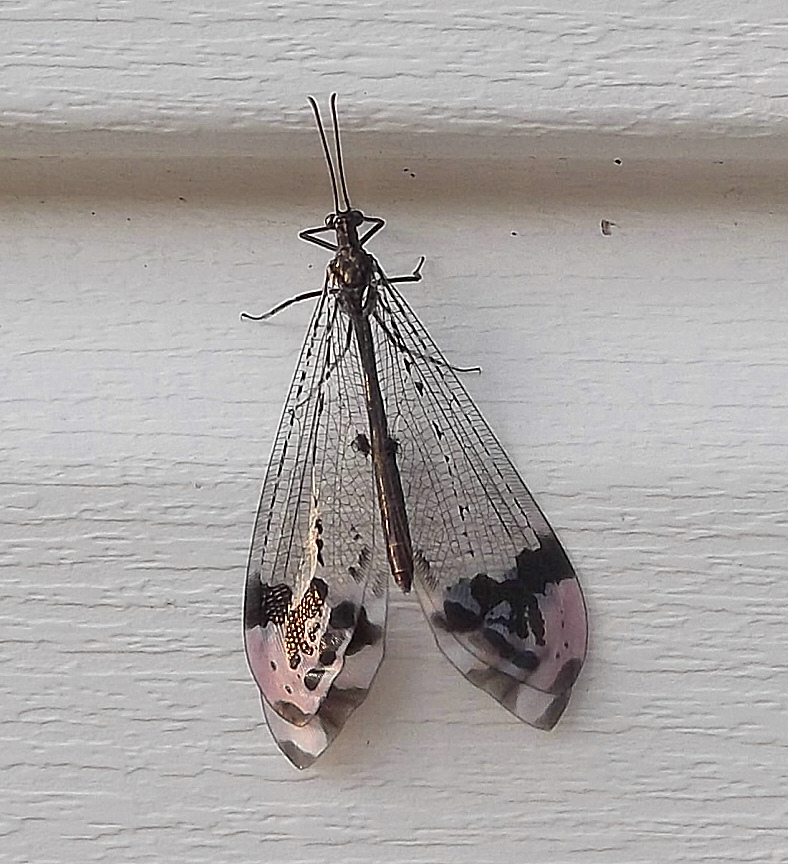
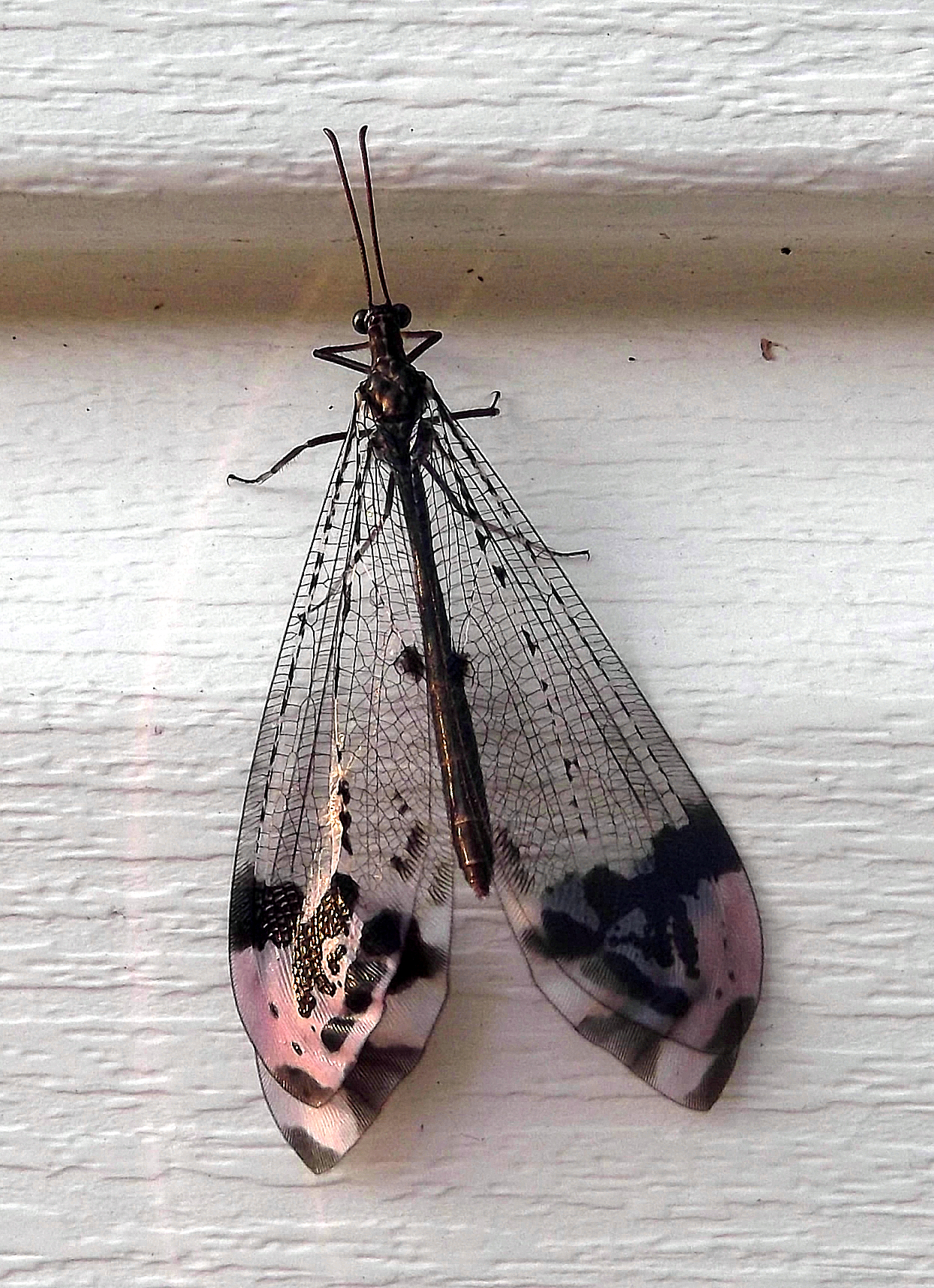